# Karlīne Nīmane
Karlīne Nīmane, po mężu Pilābere  (ur. 16 listopada 1990 w Kiesiu) – łotewska koszykarka, występująca na pozycjach silnej skrzydłowej lub środkowej, reprezentantka kraju.

## Osiągnięcia
Stan na 14 maja 2024, na podstawie, o ile nie zaznaczono inaczej.

### Drużynowe
- Mistrzyni:
  - ligi bałtyckiej WBBL (2019, 2021)[3]
  - ligi łotewsko-estońskiej (2018)[4]
  - Łotwy (2009–2011, 2018–2021)[5][6][4][3][7][8]
- Wicemistrzyni:
  - Bałtyckiej Ligi Koszykówki (2008, 2009)
  - ligi łotewsko-estońskiej (2013)
  - Łotwy (2012, 2013)[9]
- Uczestniczka międzynarodowych rozgrywek:
  - Euroligi (2010/2011, 2018–2021)
  - Eurocup (2008/2009, 2017/2018)

### Indywidualne
(* – nagrody przyznane przez portal eurobasket.com)
- Zaliczona do*:
  - II składu ligi łotewskiej (2011)[6]
  - honorable mention ligi łotewskiej (2012)[9]
- Liderka strzelczyń ligi łotewskiej (2012 – 17,4)[9]

### Reprezentacja
Seniorska
- Uczestniczka:
  - mistrzostw Europy (2011 – 8. miejsce, 2019 – 11. miejsce, 2023 – 13. miejsce)
  - kwalifikacji do Eurobasketu (2021, 2023)

Młodzieżowe
- Mistrzyni Europy U–18 dywizji B (2008)
- Wicemistrzyni Europy U–16 dywizji B (2006)
- Brązowa medalistka mistrzostw Europy U–20 (2009, 2010)
- Uczestniczka mistrzostw Europy:
  - U–20 (2007 – 12. miejsce, 2008 – 6. miejsce, 2009, 2010)
  - dywizji B U–18 (2007 – 4. miejsce, 2008)